# Euscorpius hyblaeus
Espèce
Euscorpius hyblaeus est une espèce de scorpions de la famille des Euscorpiidae.

## Distribution
Cette espèce est endémique de Sicile en Italie.

## Publication originale
- Tropea, 2016 : A new species of Euscorpius Thorell, 1876 from Sicily, in southern Italy (Scorpiones, Euscorpiidae). Arachnida - Rivista Aracnologica Italiana, vol. 7, no 2, p. 37-47.